# Repräsentantenhaus von North Carolina
Das Repräsentantenhaus von North Carolina (North Carolina House of Representatives) ist das Unterhaus der North Carolina General Assembly, der Legislative des US-Bundesstaates North Carolina.
Die Parlamentskammer setzt sich aus 120 Abgeordneten zusammen, die jeweils einen Wahldistrikt repräsentieren. Die Abgeordneten werden jeweils für zweijährige Amtszeiten gewählt; eine Beschränkung der Amtszeiten existiert nicht. Der Sitzungssaal des Repräsentantenhauses befindet sich gemeinsam mit dem Senat im North Carolina State Capitol in der Hauptstadt Raleigh.
Bis 1868 trug das Unterhaus den Namen House of Commons.

## Struktur der Kammer
Vorsitzender des Repräsentantenhauses ist der Speaker of the House. Er wird zunächst von der Mehrheitsfraktion der Kammer gewählt, ehe die Bestätigung durch das gesamte Parlament folgt. Der Speaker ist auch für den Ablauf der Gesetzgebung verantwortlich und überwacht die Abstellungen in die verschiedenen Ausschüsse.
Weitere wichtige Amtsinhaber sind der Mehrheitsführer (Majority leader) und der Oppositionsführer (Minority leader), die von den jeweiligen Fraktionen gewählt werden.

### Zusammensetzung
| Partei   | Partei                 | Abgeordnete |
| -------- | ---------------------- | ----------- |
|          | Republikanische Partei | 72          |
|          | Demokratische Partei   | 48          |
|          | parteilos              | 0           |
| Summe    | Summe                  | 1200        |
| Mehrheit | Mehrheit               | 24          |

### Wichtige Mitglieder
| Position                            | Name         | Partei       |
| ----------------------------------- | ------------ | ------------ |
| Speaker                             | Thom Tillis  | Republikaner |
| Speaker pro tempore                 | Dale Folwell | Republikaner |
| Mehrheitsführer / Majority Leader   | Paul Stam    | Republikaner |
| Oppositionsführer / Minority Leader | Joe Hackney  | Demokrat     |